# Raionul Vadul lui Vodă
Raionul Vadul lui Vodă (în rusă Вадул-луй-Водский район) a fost o unitate teritorial-administrativă din RSS Moldovenească, care a existat de la 11 noiembrie 1940 până la 9 ianuarie 1956.

## Istorie
La fel ca majoritatea raioanelor RSS Moldovenești, raionul Budești a fost înființat pe 11 noiembrie 1940, iar centru raional a fost desemnat satul Budești. După al doilea război mondial, centrul administrativ a fost mutat la Vadul lui Vodă, iar raionul a fost redenumit.
Până la 16 octombrie 1949 raionul a fost în componența Ținutului Chișinău, iar după abolirea divizării pe ținuturi a intrat în subordonare republicană. 
Din 31 ianuarie 1952 până în 15 iunie 1953, raionul a intrat în componența districtului Chișinău, după abolirea districtelor din RSSM a redevenit din nou în subordonare republicană.
La 9 ianuarie 1956, raionul Vadul lui Vodă a fost lichidat și împărțit între raioanele Criuleni (în mare parte) și Anenii Noi.
În anii 1970—1990 majoritatea fostului raion Vadul lui Vodă a fost trecută în subordonarea sovietului orașenesc Chișinău, apoi (după 1991) al consiliului municipal.

## Divizare administrativă
La 1 ianuarie 1955 raionul Vadul lui Vodă era compus din 14 soviete sătești: Bubuieci, Budești, Cimișeni, Ciopleni, Colonița, Cricova, Cruzești, Dolinnoe, Drăsliceni, Dubăsarii Vechi, Grătiești, Mălăiești și Mereni.